# Mbomou
 For alternative betydninger, se Mbomou (flertydig). (Se også artikler, som begynder med Mbomou)
Mbomou (undertiden kendt som Bomu) er en flod i Centralafrika, og en af Ubangiflodens kildefloder.

## Flodens forløb
Floden har sit udspring ved grænsen til Sydsudan, omkring 5 km syd for byen Ezo og løber i vest-sydvestlig retning. Den løber ud i Uelle ved Yakoma, og fra sammenløbet danner den Ubangi, Congos næststørste biflod. Mbomoufloden danner landegrænse mellem Centralafrikanske Republik og Demokratiske Republik Congo.

## Opdagelse
Den græske opdagelsesrejsende Panagiotes Potagos udforskede området på sin anden rejse. Han siges at have været den første europæer, der opdagede floden i 1877.